# Horrabridge
Horrabridge – wieś i civil parish w Anglii, w hrabstwie Devon, w dystrykcie West Devon. W 2011 roku civil parish liczyła 2129 mieszkańców.